# Pernod Ricard
Pernod Ricard là một công ty của Pháp chuyên sản xuất và phân phối rượu vang và rượu mạnh. Đồng dẫn đầu thế giới trong lĩnh vực của mình, Pernod Ricard được xếp sau Diageo và trước Bacardí-Martini. Trong năm tài chính 2019-2020, doanh thu của Tập đoàn đạt 8,448 triệu €.